# Eupithecia adjunctata
Eupithecia adjunctata är en fjärilsart som beskrevs av Karl Dietze 1904. Eupithecia adjunctata ingår i släktet Eupithecia och familjen mätare. Inga underarter finns listade i Catalogue of Life.